# هنری رالینز
هنری لارنس گارفیلد (انگلیسی: Henry Lawrence Garfield؛ زادهٔ ۱۳ فوریهٔ ۱۹۶۱) معروف به هنری رالینز، یک موسیقی‌دان اهل ایالات متحده آمریکا است. وی از سال ۱۹۸۰ میلادی تاکنون مشغول فعالیت بوده‌است.
از فیلم‌ها یا برنامه‌های تلویزیونی که وی در آن نقش داشته‌است می‌توان به مخمصه، جانی منومیک، بهانه و تعقیب اشاره کرد.